# Schloss Moutier

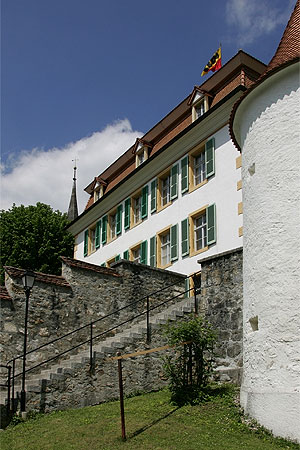
Schloss Moutier

Das Schloss Moutier ist ein Schloss in der Gemeinde Moutier im Kanton Bern.

## Geschichte
Das Schloss wurde um 1590 renoviert und diente den Landvögten als Regierungssitz. Es war von einer Mauer und vier Türmen umgeben. 1630 brannte das Schloss teilweise ab. 1737 brannte es erneut und diesmal bis auf die Grundmauern ab. Innerhalb von rund vier Jahren wurde es wieder aufgebaut. Als Moutier zum Département Mont-Terrible gehörte, wurde das Schloss 1797 von den Franzosen versteigert. Käufer war ein Jean-Henri Moschard, der das Schloss 1817 dem Staat Bern verkaufte, der es als Sitz für seinen Landvogt von Moutier nutzte. Für den Bau von Gefängnissen wurden in den Jahren 1870 bis 1875 die westseitig gelegenen Türme abgebrochen. In den 1930er-Jahren wurde der nordwestliche Turm wieder aufgebaut, 1965 folgte die Rekonstruktion des Südwestturmes.  Eine Zeit lang waren wieder das Regierungsstatthalteramt und das Richteramt untergebracht.